# Death Sentence
Death Sentence is een vigilantefilm uit 2007 onder regie van James Wan. Het verhaal is gebaseerd op dat uit het gelijknamige boek van Brian Garfield.

## Verhaal
Nick Hume (Kevin Bacon) is een keurige verzekeringsagent met een doorsnee gezin. Zijn wereld stort in wanneer hij ziet hoe zijn oudste zoon Brendan (Stuart Lafferty) wordt vermoord door een stel bendeleden, bij wijze van ontgroening van hun nieuwste lid Joe Darley (Matt O'Leary). Nick blijft gebroken achter, maar in de rechtszaal slaat zijn verdriet om in woede als blijkt dat de bendeleden er vanaf gaan komen met een paar jaar cel. Tot verbazing van zijn vrouw Helen (Kelly Preston) zorgt Nick er vervolgens voor dat de daders helemaal de cel niet in hoeven.
Nick blijkt dit te hebben gedaan door het recht in eigen hand te nemen. Hij zoekt Joe thuis op en steekt hem uit wraak dood. Joe was niettemin de jongere broer van bendeleider Billy (Garrett Hedlund). Zodra die erachter komt dat het Nick was die zijn broertje heeft vermoord, gaat hij met zijn bende op jacht naar Nick én zijn familieleden.

## Rolverdeling
- Kevin Bacon - Nick Hume
- Kelly Preston - Helen Hume
- Jordan Garrett - Lucas Hume
- Stuart Lafferty - Brendan Hume
- Garrett Hedlund - Billy Darley
- Aisha Tyler - Detective Wallis
- John Goodman - Bones Darley
- Matt O'Leary - Joe Darley
- Edi Gathegi - Bodie
- Hector Atreyu Ruiz - Heco
- Kanin Howell - Baggy
- Dennis Keiffer - Jamie
- Freddy Bouciegues - Tommy
- Leigh Whannell - Spink
- Casey Pieretti - Dog
- Rich Ceraulo - Owen
- Elizabeth Keener - Amy
- Yorgo Constantine - Michael Barring
- Juan-Carlos Guzman - Sammy
- Judith Roberts - Rechter Shaw